# كورين شميدهاوزر

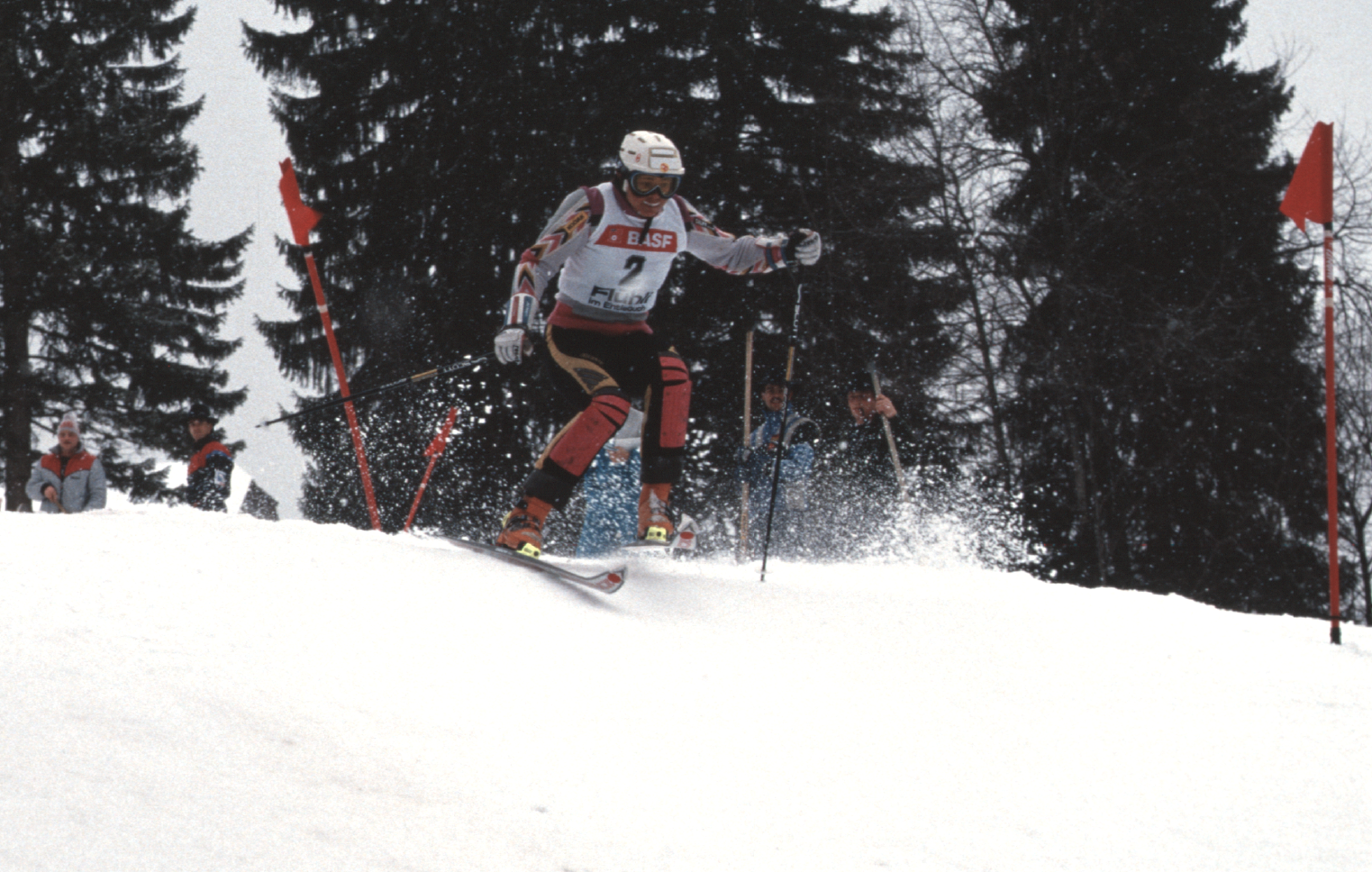
سباق كورين شميدهاوزر عام 1987

كورين شميدهاوزر (من مواليد 30 آيار/ مايو 1964) هي متزلجة جبال الألب السويسرية السابقة. في عام 1987 ، فازت بكأس العالم في التعرج . كما شاركت في التزلج على جبال الألب في دورة الألعاب الأولمبية الشتوية لعام 1988 . 

## ما كتب عنها في الموقع الرسميلـمحكمة التحكيم الرياضيةCAS
السيدة كورين شميدهاوزر
رئيس قسم التحكيم والاستئناف
سويسرا
محامية في القانون؛ رئيسة المدرسة الرياضية Feusi Bern؛ الرئيس السويسري لمكافحة المنشطات؛ عضو سابق في اللجنة القانونية لـ FIS (2002-2014)؛ الرئيس السابق للجنة القانونية للتزلج السويسري؛ عضو البرلمان برن؛ محكم CAS سابق؛ الرئيس السابق لاتحاد محامي الرياضة السويسري (ASDS)؛ الفائز بكأس العالم تعرج (التزلج على جبال الألب) 1987. مشارك في الألعاب الأولمبية في كالغاري، 1988.

## شخصيات من محكمة التحكيم الرياصية CAS
تندرج هذه الصفحة ضمن سلسلة صفحاتنا بهذا الموقع باللغة العربية عن الشخصيات المؤثرة بهذه المحكمة للناطقين بالللغة العربية اعداد المحامي وليد محمد الشبيبي بغداد العراق في الثلاثاء 7 تموز/يوليو 2020 وهي للفائدة الثقافية والمعلوماتية لكل محتاج لها من باحث ومهتم.

## روابط خارجية
- كورين شميدهاوزر على موقع الاتحاد الدولي للتزلج (التزلج على المنحدرات الثلجية) (الإنجليزية)
- كورين شميدهاوزر على موقع أوليمبيديا (الإنجليزية)